# Tadeusz Świnarski
Tadeusz Swinarski h. Poraj (ur. 9 lipca 1878 w Jaszkowie, zm. 27 grudnia 1923 w Sielcu) – kapitan żeglugi wielkiej.

## Życiorys
Syn Jana Swinarskiego z Wybranowa h. Poraj (1848–1895) i Rozalii z Unrugów (1859–1894). Od 16. roku życia pływał na statkach niemieckich linii Norddeutscher Lloyd, w tym na transatlantykach. Szkolił się następnie w zawodzie marynarza, zostając oficerem żeglugi. Był kapitanem statku pocztowego pływającego na Dalekim Wschodzie. Podczas I wojny światowej służył w niemieckiej marynarce wojennej, na krążowniku pomocniczym. Po jego zatopieniu koło Afryki trafił do niewoli brytyjskiej.
Po wojnie został naczelnikiem Urzędu Marynarki Handlowej w Wolnym Mieście Gdańsku. W 1921 na krótko był kapitanem remontowanego w Kilonii statku „Józef Piłsudski” (ex. „Birma”) należącego do amerykańskiego towarzystwa z polskim kapitałem Polish Navigation Corporation, lecz statek nie wszedł ostatecznie do użytku.
Zmarł w 1923 z powodu utraty zdrowia przez pływanie na Dalekim Wschodzie i przejścia wojenne. Pochowany na rodzinnym cmentarzu Unrugów w Sielcu k. Żnina.